# Oblast Uljanowsk
Koordinaten: 53° 43′ N, 48° 2′ O
Die Oblast Uljanowsk (russisch Ульяновская область/Uljanowskaja oblast) ist eine Oblast in Russland. Sie liegt im Föderationskreis Wolga beiderseits der durch den Kuibyschewer Stausee verbreiterten Wolga. Im Norden und Nordwesten grenzt sie an Tatarstan, Tschuwaschien und Mordwinien.
Die Oblast wurde am 19. Januar 1943 in der Russischen SFSR der Sowjetunion aus bis dahin zu den Oblasten Kuibyschew und Pensa gehörigen Gebietsteilen gebildet.

## Geschichte
Die Region ist bereits seit Jahrtausenden besiedelt. Ab dem 7. Jahrhundert gehörte sie zum Gebiet der Wolgabulgaren. Jahrhundertelang waren sie allerdings dem Reich der Chasaren gegenüber tributpflichtig. Erst nach dem Ende des Chasarenreichs im Jahr 966 wurden das Reich der Wolgabulgaren wirklich unabhängig. Ab 922 verbreitete sich der Islam unter den Bewohnern der Region. Später – im Jahr 1236 – wurden sie den Mongolen tributpflichtig. Als die Macht der Mongolenherrscher geringer wurde, entstand 1437/38 das Khanat Kasan. 1552 eroberten die Russen unter Zar Iwan dem Schrecklichen das Khanat Kasan und es teilte danach die Geschichte Russlands. Allmählich nahm die Zahl russischer Siedler zu. 1648 wurde die Stadt Sinbirsk (ab 1780 Simbirsk, heute Uljanowsk) gegründet. Von 1708 bis 1780 war es Teil des Gouvernements Kasan. 1780 wurde das Gebiet von Kasan abgetrennt. Von 1780 bis 1796 trug es den Namen Statthalterschaft Simbirsk, danach bis 1924 Gouvernement Simbirsk. Zu Ehren von Lenin trug es 1924 bis 1928 den Namen Gouvernement Uljanowsk. Am 14. Mai 1928 wurde dieses Gouvernement Teil der neuen Oblast Mittlere Wolga. Diese wurde bereits im darauf folgenden Jahr, am 20. Oktober 1929, in Krai Mittlere Wolga umbenannt. Nach der Umbenennung in Krai Kuibyschew (1936 Oblast) gehörte es bis zum 19. Januar 1943 zu dieser Verwaltungseinheit. Seither ist es eine eigenständige Oblast.

## Bevölkerung
Bei den letzten Volkszählungen in den Jahren 2002 und 2010 gab es eine Bevölkerungszahl von 1.382.811 respektive 1.292.799 Bewohnern. Somit sank die Einwohnerzahl in diesen acht Jahren um 90.012 Personen (−6,51 %). In Städten wohnten 2010 950.630 Menschen. Dies entspricht 73,53 % der Bevölkerung (in Russland 73,72 %). Bis zum 1. Januar 2014 sank die Einwohnerschaft weiter auf 1.267.561. Die Verteilung der verschiedenen Volksgruppen sah folgendermaßen aus:
| Nationalität    | VZ 1989   | Prozent | VZ 2002   | Prozent | VZ 2010   | Prozent |
| --------------- | --------- | ------- | --------- | ------- | --------- | ------- |
| Russen          | 1.016.815 | 72,83   | 1.004.588 | 72,65   | 901.272   | 69,71   |
| Tataren         | 159.093   | 11,39   | 168.766   | 12,20   | 149.873   | 11,59   |
| Tschuwaschen    | 116.539   | 8,35    | 111.316   | 8,05    | 94.970    | 7,35    |
| Mordwinen       | 61.061    | 4,37    | 50.229    | 3,63    | 38.977    | 3,01    |
| Ukrainer        | 17.710    | 1,27    | 15.588    | 1,13    | 10.484    | 0,81    |
| Aserbaidschaner | 2.805     | 0,20    | 5.006     | 0,36    | 4.649     | 0,36    |
| Armenier        | 1.448     | 0,10    | 4.745     | 0,34    | 4.520     | 0,35    |
| Zigane          | 1.240     | 0,09    | 2.034     | 0,15    | 3.301     | 0,26    |
| Weißrussen      | 4.617     | 0,33    | 3.891     | 0,28    | 2.647     | 0,20    |
| Deutsche        | 1.838     | 0,13    | 2.963     | 0,21    | 1.872     | 0,14    |
| Einwohner       | 1.396.193 | 100,00  | 1.382.811 | 100,00  | 1.292.799 | 100,00  |

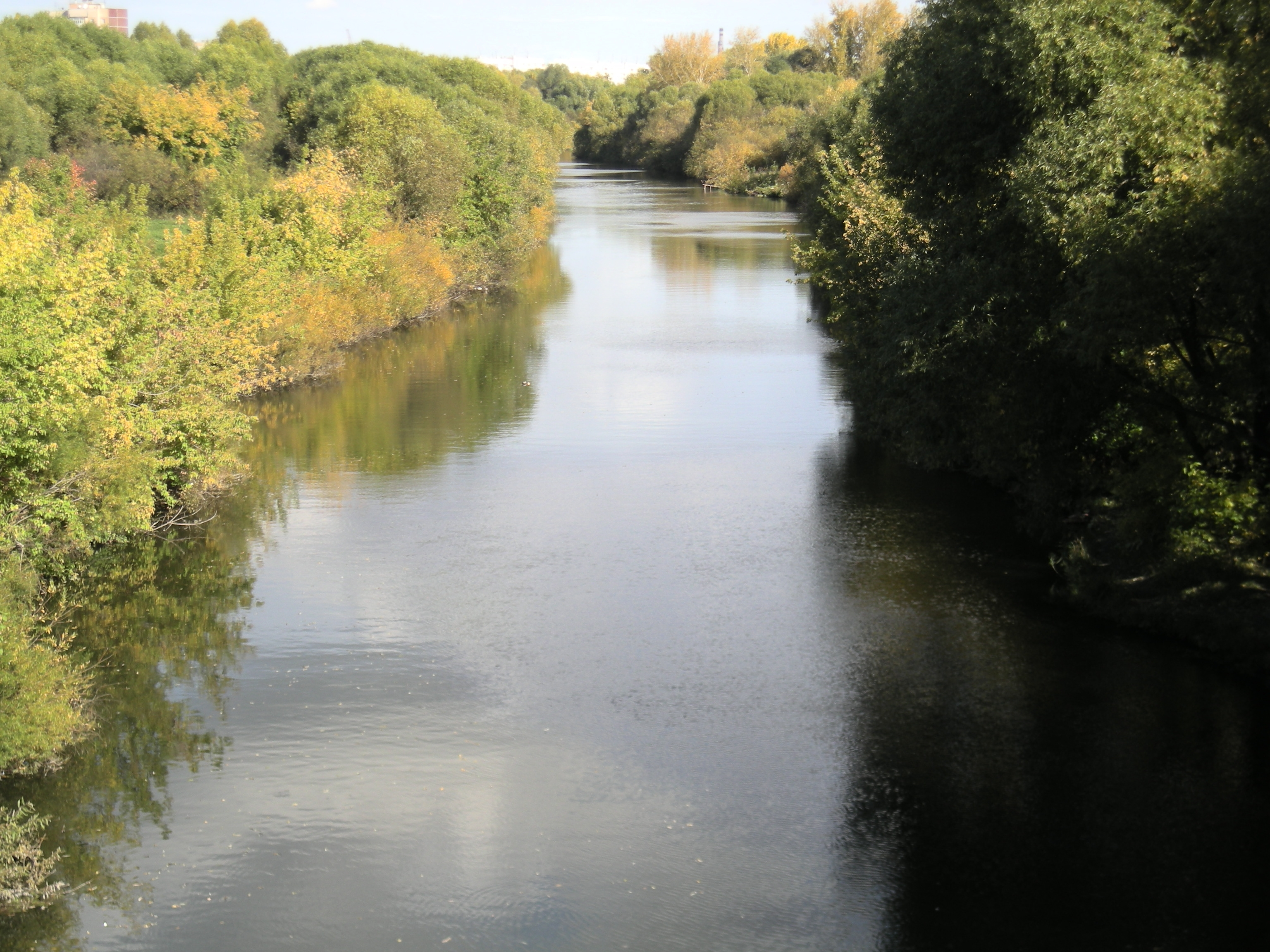
Die Swijaga bei Uljanowsk

Anmerkung: die Anteile beziehen sich auf Gesamtzahl der Einwohner. Also mitsamt dem Personenkreis, der keine Angaben zu seiner ethnischen Zugehörigkeit gemacht hat (2002 97 resp. 2010 67.890 Personen)
Die Bevölkerung des Gebiets besteht zu über 70 % aus Russen. Weitere größere Volksgruppen sind die Tataren, Tschuwaschen und Mordwinen. Deren Anzahl sinkt allerdings ebenso wie die der Russen. Aus dem Nordkaukasus, Transkaukasus und Zentralasien dagegen fand seit dem Ende des Zweiten Weltkriegs eine Zuwanderung statt. Nebst den oben aufgeführten Nationalitäten auch viele Usbeken (1959: 198; 2010: 1435 Personen), Tadschiken (1959: 202; 2010: 1375) und Georgier (1959: 147; 2010: 449).
Die Russen bilden in 16 der 21 Rajons die Bevölkerungsmehrheit (mit 56 bis 89 % Anteil). Im Nikolajewski Rajon sind sie zudem mit 43 % die stärkste Volksgruppe. Den niedrigsten Anteil von Russen weist der Starokulatkinski Rajon aus (nur 2 %). Die Tataren sind im Starokulatkinski Rajon in der Mehrheit (95 %); im Nowomalyklinski Rajon sind sie mit 31,6 % die stärkste Volksgruppe. Die Tschuwaschen sind die Bevölkerungsmehrheit im Zilninski Rajon (58 %) und bilden eine starke Minderheitengruppe im Mainski Rajon (25 %). Die Mordwinen sind in keinem Rajon Bevölkerungsmehrheit; in den drei Rajons Kusowatowski (27 %), Nikolajewski (30 %) und Nowomalyklinski (28 %) aber bedeutende Minderheitengruppen.

## Wichtige Volksgruppen

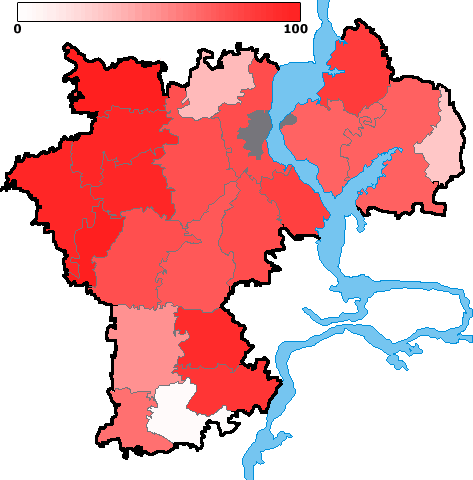
Anteil der Russen
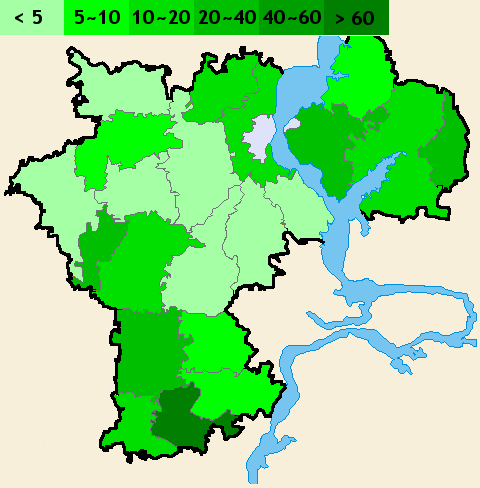
Anteil der Tataren
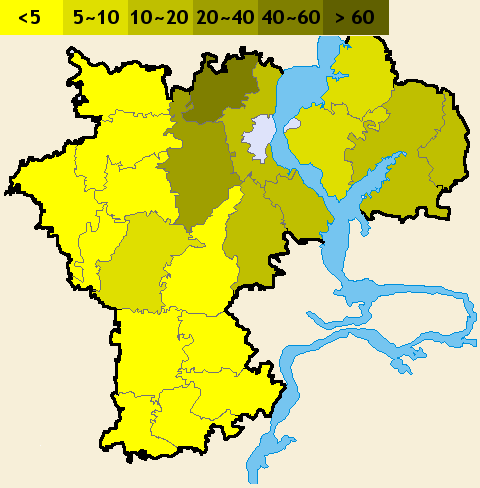
Anteil der Tschuwaschen
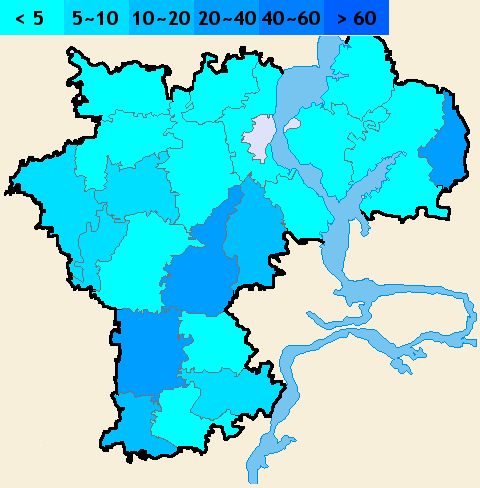
Anteil der Mordwinen

## Wirtschaft
Zu den wichtigsten Industriezweigen gehören der Maschinenbau, die Leicht- und die Nahrungsmittelindustrie.
Die Marke UAZ stammt aus Uljanovsk. Diese Marke und deren Industrie ist bis heute noch in der Stadt.

## Verwaltungsgliederung und größte Orte
Die Oblast Uljanowsk gliedert sich in 21 Rajons und 3 Stadtkreise. Die bedeutendste Stadt neben dem Verwaltungszentrum Uljanowsk ist die Großstadt Dimitrowgrad. Alle anderen Orte der Oblast haben weniger als 20.000 Einwohner. Insgesamt gibt es in der Oblast 6 Städte und 29 Siedlungen städtischen Typs.

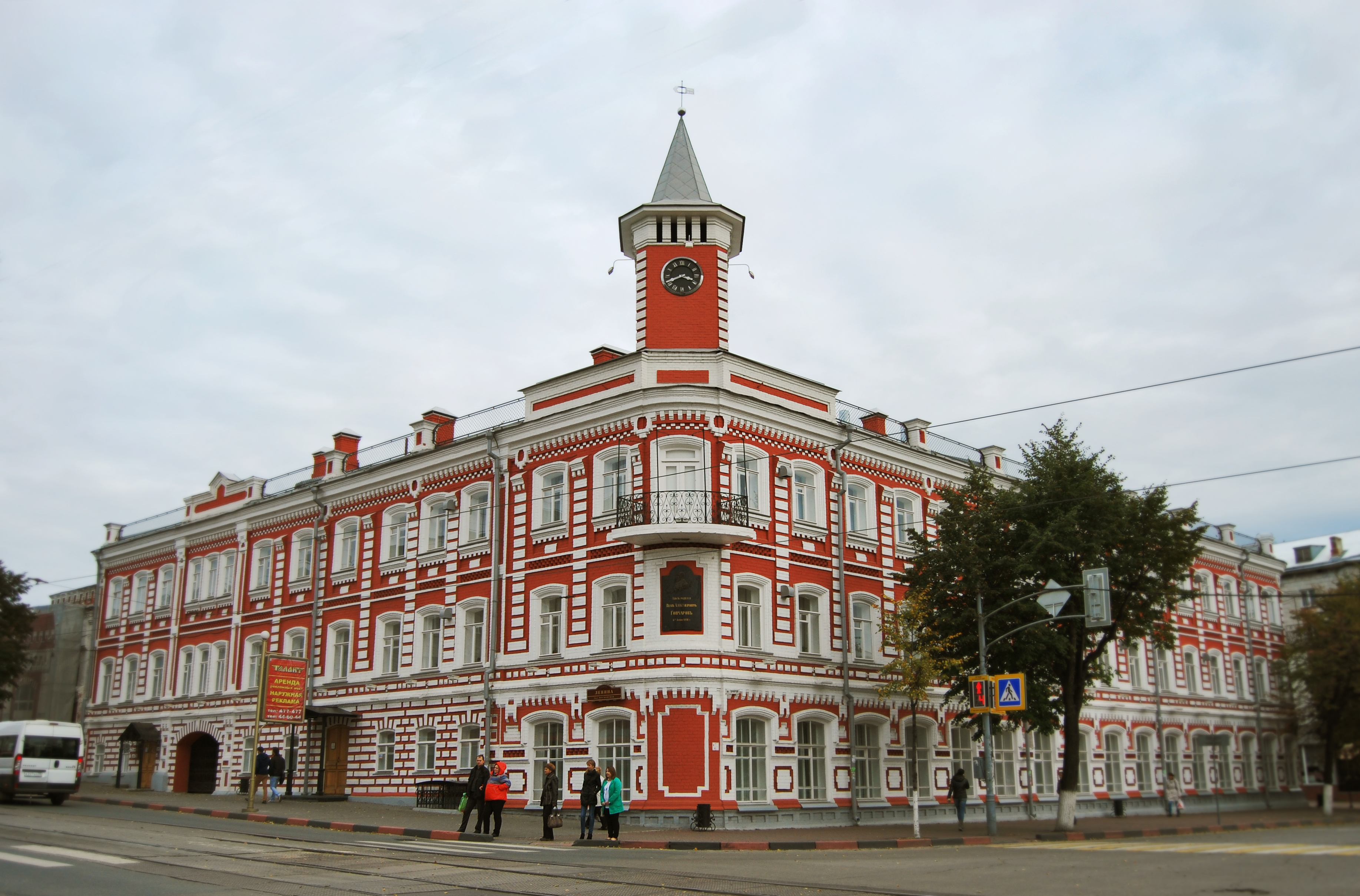
Gontscharow-Haus in Uljanowsk

| Name          | Russisch      | Einwohner (14. Oktober 2010) |
| ------------- | ------------- | ---------------------------- |
| Uljanowsk     | Ульяновск     | 614.786                      |
| Dimitrowgrad  | Димитровград  | 122.580                      |
| Insa          | Инза          | 18.803                       |
| Barysch       | Барыш         | 17.149                       |
| Nowouljanowsk | Новоульяновск | 16.033                       |